# Howard (nome)
Howard  è un nome proprio di persona inglese maschile.

## Varianti
- Ipocoristici: Howie[1]

## Origine e diffusione
Si tratta di una ripresa del cognome Howard, portato dal nobile casato inglese che porta il titolo di duca di Norfolk sin dal XV secolo. Il cognome può avere differenti origini:
- dal nome anglo-normanno Huard, a sua volta dal germanico Hughard[1], composto da hug ("cuore", "mente") e hard ("valoroso", "coraggioso")[2]
- dal nome anglo-scandinavo Haward, a sua volta dal norreno Hávarðr[1], composto da há ("alto", "sommo") e varðr ("guardiano", "difensore"), da cui l'attuale nome norvegese Håvard[3]
- dal termine medio inglese ewehirde, "pastore di pecore"[1]

## Onomastico
Il nome è di per sé adespota, in quanto non è portato da alcun santo, quindi l'onomastico ricade ad Ognissanti, che è il 1º novembre. Vi sono tuttavia un santo e un beato che portano il cognome Howard: san Filippo Howard, martire, commemorato il 19 ottobre, e il beato Guglielmo Howard, visconte di Stafford e martire, ricordato il 29 dicembre.

## Persone

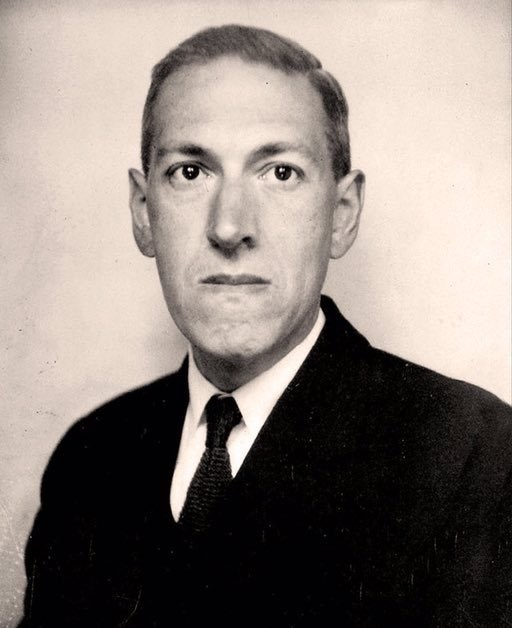
Howard Phillips Lovecraft

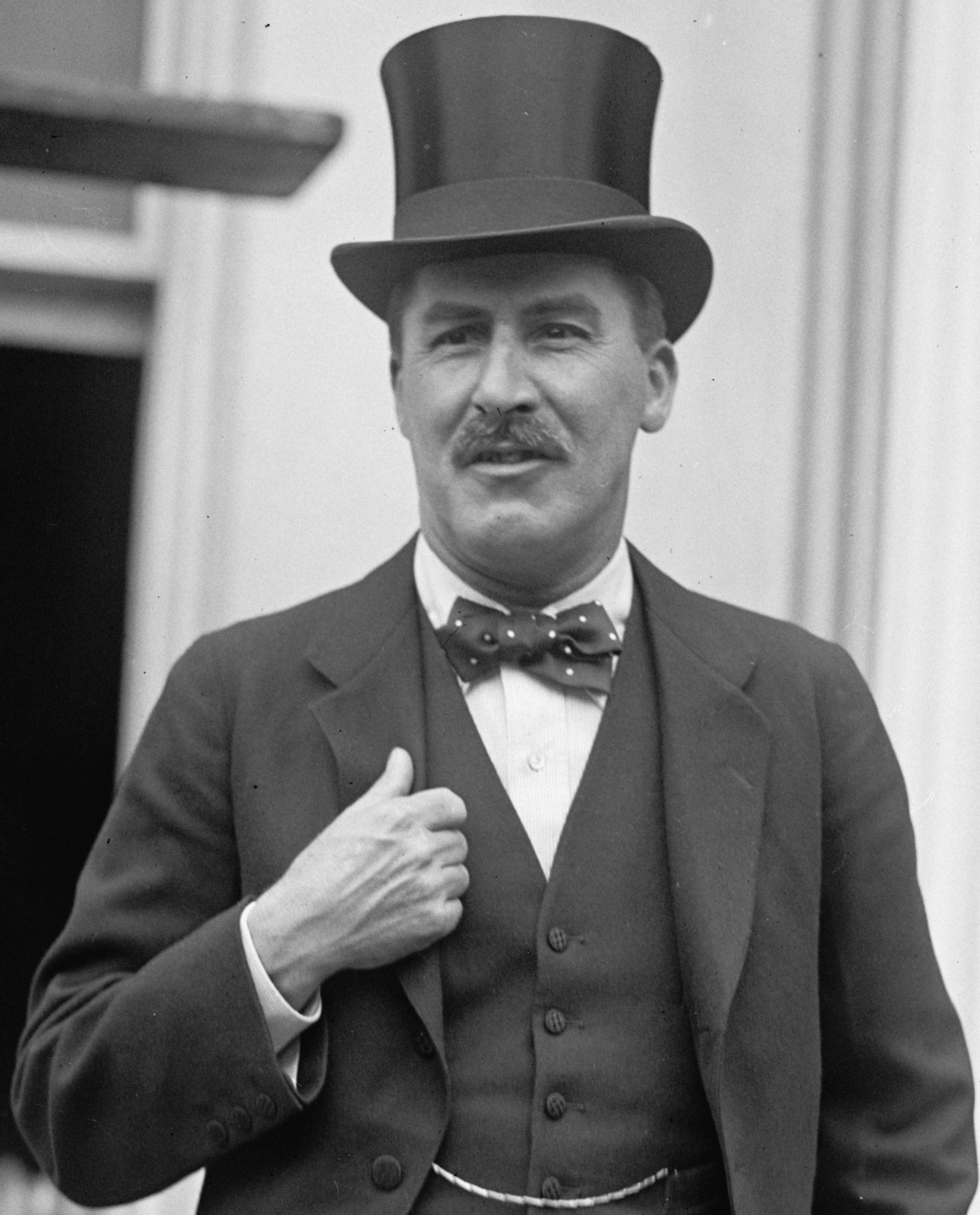
Howard Carter

- Howard Ashman, scrittore statunitense
- Howard Atwood Kelly, ginecologo statunitense
- Howard Carter, archeologo ed egittologo britannico
- Howard Da Silva, attore statunitense
- Howard Donald, cantante, ballerino e disc jockey inglese
- Howard Florey, patologo e fisiologo australiano
- Howard Hawks, regista, produttore cinematografico e sceneggiatore statunitense
- Howard Hughes, imprenditore, regista, aviatore e produttore cinematografico statunitense
- Howard Jones, musicista britannico
- Howard Passadoro, calciatore britannico
- Howard Robertson, matematico, fisico e cosmologo statunitense
- Howard Warshaw, programmatore e autore di videogiochi statunitense
- Howard Webb, arbitro di calcio inglese

### Variante Howie

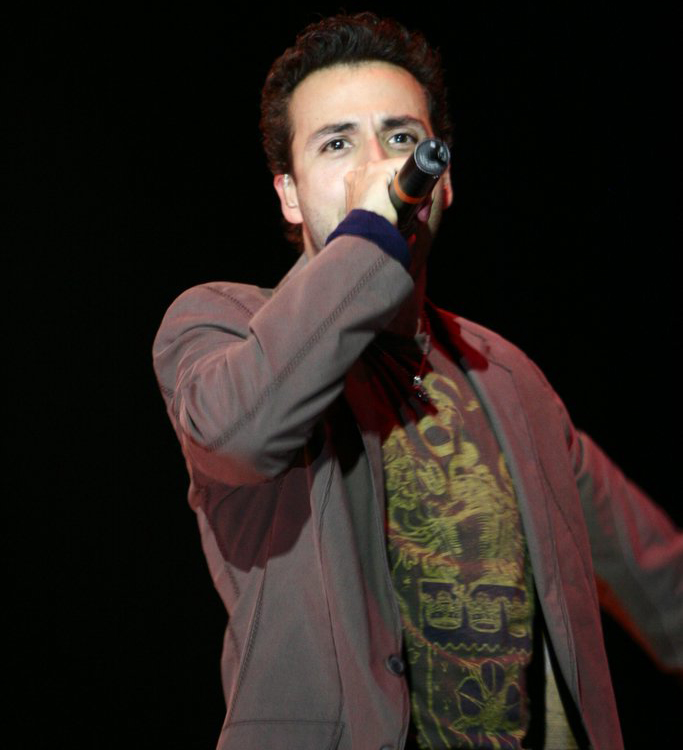
Howie Dorough

- Howie B, musicista e produttore discografico scozzese
- Howie Carl, cestista statunitense
- Howie Dallmar, cestista e allenatore di pallacanestro statunitense
- Howie Dorough, cantante statunitense
- Howie Jolliff, cestista statunitense
- Howie McCarty, cestista statunitense
- Howie Montgomery, cestista statunitense
- Howie Rader, cestista statunitense
- Howie Schultz, giocatore di baseball, cestista e allenatore di pallacanestro statunitense
- Howie Shannon, cestista e allenatore di pallacanestro statunitense
- Howie Williams, cestista statunitense
- Howie Wright, cestista statunitense

## Il nome nelle arti
- Howard il papero è un personaggio dei fumetti Marvel Comics.
- Howard Cunningham è un personaggio della serie televisiva Happy Days.
- Howard Rockerduck è un personaggio dei fumetti Disney.
- Howard Stark è un personaggio dei fumetti Marvel Comics.
- Howard Wolowitz è un personaggio della serie televisiva The Big Bang Theory.
- Howard Hamlin è un personaggio della serie televisiva Better Call Saul.
- Howard McBride è un personaggio della serie A casa dei Loud.